# 1831年8月7日日食
1831年8月7日日食为一次在协调世界时1831年8月7日出現的日全食。該次日食食分為1.0349，食甚維持3分20秒。

## 概述
這次日食的食分是1.0349，全食維持3分20秒。

## 基本參數
- 類型：日全食
- 食甚資料：
  - 日期：1831年8月7日
  - 時間：22時15分59秒
  - 地點：25S 161W
  - 食分：1.0349
  - 日全食持續時間：3分20秒

## 外部連結
- NASA日食專頁（页面存档备份，存于）（英文）